# 海因茨·施马利克斯
海因茨·施马利克斯（德語：Heinz Schmalix，1910年7月24日—1974年11月30日），德国男子曲棍球运动员。他曾代表德国参加1936年夏季奥林匹克运动会曲棍球比赛，获得一枚银牌。他也曾获得1941年和1942年全国锦标赛冠军。